# Fosca
Fosca é uma ópera em quatro atos do compositor brasileiro Antônio Carlos Gomes com libreto do italiano Antonio Ghislanzoni, com primeira apresentação no Teatro alla Scala de Milão em 16 de fevereiro de 1873, a segunda ópera de Carlos Gomes apresentada na Itália. É considerada a melhor obra do compositor, pela qual o próprio tinha grande apreço. Foi apresentada no Scala por quinze vezes consecutivas.

## Personagens
| Fosca                                           | soprano  |
| Paolo, (capitão veneziano)                      | tenor    |
| Gaiolo, (pirata da Ístria, irmão de Fosca)      | baixo    |
| Délia, (órfã veneziana)                         | soprano  |
| Cambro, (escravo veneziano à serviço de Gaiolo) | barítono |
| Michele Giotta, (pai de Paolo)                  | baixo    |
| Doge de Veneza                                  | baixo    |

## Libretto
Ação: Ístria e Veneza em 944.

### Ato I
Em Pírano, na Ístria, há uma pequena vila habitada pelos piratas corsários. A ação começa quando os piratas cantam o coro “No! No! Un pirata alle sue promesse non può mancar!”. Eles se alegram por planos de futuros furtos e um ataque à mulheres venezianas que pedirão um grande resgate. Paolo, um capitão veneziano, seqüestrado pelos piratas corsários, está aprisionado. Gaiolo, o líder dos piratas , manda que Cambro vá a Veneza e procure o pai de Paolo, para que esse pague pelo resgate do filho. Fosca, que ama Paolo, não quer que seu amado seja liberto, e canta uma linda ária de amor “Ah! Fratello! Cedi al grido del mio straziato cor!” Na caverna onde Paolo está aprisionado, Fosca vai declarar seu amor pelo veneziano e lhe pedir que fique, mas Paolo fica receoso achando que a jovem pirata vem lhe anunciar a morte. Ele diz que quer voltar para Veneza e que está com muitas saudades de seu pai. Michele Giotta entra na caverna e anuncia veio buscar o filho, os dois saem abraçados. Fosca fica furiosa pelo desprezo de seu amado e diz que irá vingar-se dele, casando com o escravo de seu irmão, Cambro.

### Ato II

#### Cena I
Na casa de Delia, em Veneza. Delia aos pés de Paolo pede que nunca mais a deixe. Diz que não consegue ficar muito tempo longe dele, e diz também que ele é seu único e verdadeiro amor. Paolo lembra do tratamento carinhoso que Fosca lhe deu quando foi aprisionado na Ístria, e isso deixa Délia com ciúmes. Na rua um vendedor ambulante vende brincos e colares. Paolo compra um colar para Délia, que recusa o presente desconfiando do vendedor que na verdade é o escravo Cambro. Paolo promete casamento a Délia. Cambro ouvindo isso e planeja um plano para prendê-los.

#### Cena II
Uma praça de Veneza, um grande número de pessoas se prepara para um casamento, eles vão para a igreja de San Pietro di Castello. Uma gôndola encosta num cais e desta sai Fosca. Os piratas e Fosca aguardam um sinal de Cambro para a ação. Cambro avisa que é melhor que os piratas se disfarcem para não serem reconhecidos. Dentro na igreja as pessoas cantam um cântico e o piratas cercam e a igreja e se misturam às pessoas. Começa a marcha nupcial, que anuncia o início do casamento onde todos cantam cânticos. Fosca, irada, entre no meio de Paolo e Délia e canta um ária de ódio contra o casal “L’aborrita rivale , da Paolo amata, all’odio mio fatal non sfuggirà!”. Uma grande confusão começa, Fosca tenta ferir Paolo e Délia com um punhal, enquanto os outros piratas lutam intensamente com os venezianos, deixando vários feridos. Os venezianos prendem Gaiolo e os piratas e Fosca vão embora com Paolo prisioneiro novamente.

### Ato III

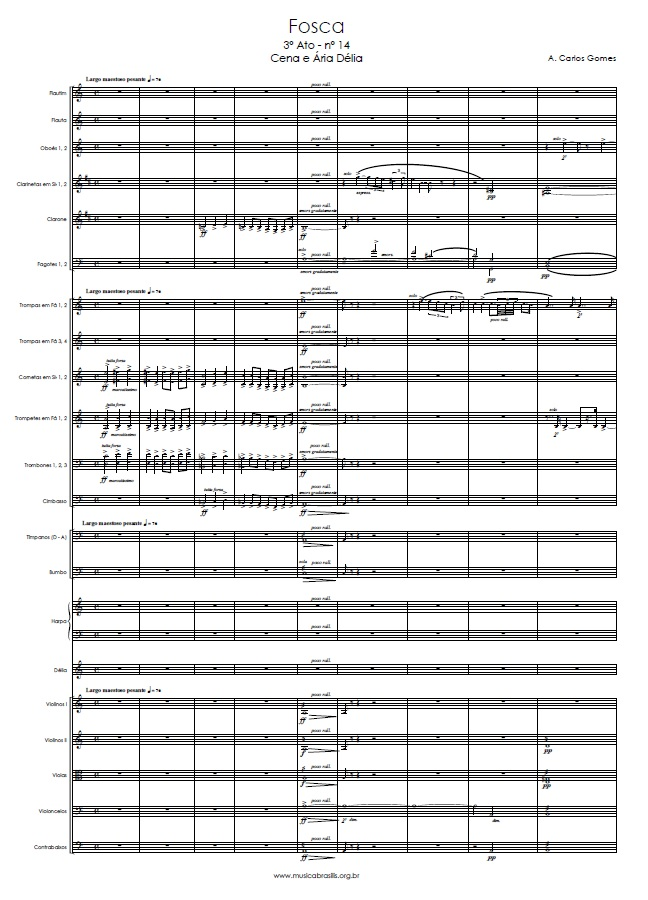
Cena no. 14 do Ato III da ópera

Numa gruta escura na Ístria, Délia desce de uma embarcação. Ela só pensa em seu amado, Paolo. Fosca diz a Délia que Paolo está vivo. Délia pergunta quem é ela. Fosca lhe conta tudo o que aconteceu, e as duas cantam um lindo dueto “Vieni ecogli l’instante che allá clemenza s’apre il mio cor”. Délia que só pensa em Paolo discute como fará para libertar seu amado, até mesmo ser escrava dos piratas. Cambro não tem a mesma amizade e consideração dos piratas corsários. Ele diz a Fosca que Gaiolo será condenado à morte em três dias. Fosca pensa numa maneira de salvar seu irmão. Ela e Cambro prometem vingança caso Gaiolo morra.

### Ato IV

#### Cena III
Paço senhorial em Veneza. Michele Giotta, pai de Paolo está ansioso por notícias do filho. O doge organiza uma frota e diz que ele a comandará. Gaiolo pede uma audiência, dizendo que tem coisas importantes a dizer. Na audiência, Gaiolo diz que Fosca e Cambro espalham uma notícia que ele próprio estaria morto, e isso despertou a ira dos piratas corsários que querem matar Paolo e Délia, que estão presos na Ístria. Michele Giotta pede clemência para seu filho. O doge pergunta se Gaiolo tem algum plano. Gaiolo diz que voltará para Ístria, e que quando encontrar Paolo vivo o mandará de volta para Veneza com Délia, mas se não os achar, voltará para Veneza e se entregará. Gaiolo parte com Michele Giotta com o consentimento do doge.

#### Cena IV
O mesmo lugar do primeiro ato. Alguns piratas dormem. Paolo sai da caverna com Cambro, que diz para que ele tome muito cuidado com os piratas e diz também que Paolo deve se preparar para sua hora final. Paolo pergunta por Délia. Cambro responde indiretamente à pergunta e sai muito estranhamente. Paolo, achando que Délia está morta, pede para morrer, pois não quer mais sofrer. Entra Fosca com alguns piratas corsários, dizendo que prendam Paolo, pois sua vingança ainda não terminou. Paolo, triste, não se preocupa com sua prisão. Trazem Délia que quer abraçar o seu amado, mas Fosca não permite. Paolo e Délia pedem clemência. Fosca oferece veneno a Délia, dizendo que libertará Paolo caso a jovem veneziana beba o veneno. Paolo pede a Délia que não beba o veneno. Délia fica indecisa e Fosca ri dela. Fosca ordena aos piratas que matem Paolo. Fosca dá o veneno a Délia, que quando está se preparando para beber, ouve a voz de Gaiolo chamando os piratas. Gaiolo ordena aos piratas que levem Paolo e Délia para um barco rumo a Veneza, pois devolverá os dois livres. Os dois amantes se alegram pela liberdade. Fosca, sem esperança de ter Paolo para si, bebe o veneno. Gaiolo diz aos amigos piratas que matou Cambro pela sua traição. Fosca, ofegante, pede a Paolo e Délia que permaneçam juntos, pedindo-lhes perdão por tudo o que ela fez contra os dois, que concordam e perdoam-lhe e dizem que sempre se lembrarão dela. Gaiolo e os piratas planejam uma forma de defesa contra os venezianos que devem ter descoberto seus esconderijos. Fosca, já morrendo, pede ao irmão para que a ajude a levantar e se despede de Paolo e de Délia cantando “Ecco sul legno ascendono Paolo ohimè; per sempre addio!”. Fosca morre nos braços do irmão Gaiolo, que junto com os corsários prometem vingança contra Veneza.

## Curiosidades
A ópera Fosca foi incompreendida pelo público em sua estreia, no ano de 1873. Isso levou o autor a promover diversas revisões da obra, resultando em diversos manuscritos e edições.
Carlos Gomes deu a cada ária de Fosca um título de acordo com seu temperamento, usando andamentos adequados para personalizar as palavras e o temperamento da personagem. Exemplos:
- “Ah! Fratello! Cedi al grido del mio straziato cor!” (Fosca Implorante)
- “L’aborrita rivale , da Paolo amata, all’odio mio fatal non sfuggirà!” (Fosca Raivosa)-* “Vieni ecogli l’instante che allá clemenza s’apre il mio cor” (Fosca Clemente)-

Esta ópera era a preferida do compositor.

## Grandes trechos
Abertura (Sinfonia)
“Ah! Fratello! Cedi al grido del mio straziato cor!”
“Vieni ecogli l’instante che allá clemenza s’apre il mio cor”
Marcha e Coro Nupcial

## Discografia
Fosca (1973)
MasterClass
Com Ida Miccolis (Fosca), Zaccaria Marques, considerado o maior tenor do Brasil (Paolo), Mario Rinaudo (Gaiolo), Agnes Ayres (Délia)
Maestro: Armando Bellardi
Mestre de Coro: Marcello Mechetti
Orquestra e Coro do Teatro Municipal de São Paulo
Ópera Fosca  - trechos - (LP lançado em 1982)
Documentos da Música Brasileira - Vol 13
Orquestra Sinfônica da Rádio MEC
Regente: Nino Stinco
Tenor: Assis Pacheco
Soprano: Leda Coelho de Freitas
FUNARTE: MMB 82.018